# Scey-Maisières
Scey-Maisières ist eine französische Gemeinde mit 289 Einwohnern (Stand: 1. Januar 2022) im Département Doubs in der Region Bourgogne-Franche-Comté.

## Geographie
Scey-Maisières liegt auf 339 m über dem Meeresspiegel, fünf Kilometer westlich von Ornans und etwa 16 Kilometer südlich der Stadt Besançon (Luftlinie). Die Doppelgemeinde erstreckt sich im Jura, am nördlichen Ufer der Loue, zwischen den Höhen von Malbrans im Norden und Barmaud (mit den Ruinen der Burg Saint-Denis) im Süden.
Die Fläche des 12,53 km² großen Gemeindegebiets umfasst einen Abschnitt des westlichen französischen Juras. Der zentrale Teil des Gebietes wird vom Tal der Loue eingenommen, die hier in gewundenem Lauf nach Westen fließt. Das Erosionstal ist rund 200 m tief in die umgebenden Hochplateaus eingeschnitten. Es besitzt (insbesondere oberhalb von Scey) einen flachen Talboden, der von steilen Hängen gesäumt wird. Diese Hänge werden an der Oberkante verschiedenenorts von markanten Felswänden einer widerstandsfähigen Kalkschicht gekrönt. Am oberen Talhang misst das Loue-Tal eine Breite von ungefähr 1,5 Kilometern. Im östlichen Gemeindeabschnitt verläuft die Grenze meist direkt oberhalb des Steilabfalls zum Loue-Tal und reicht somit auf die Höhen von Barmaud (511 m, im Süden) und Bois de Narpent (520 m, im Norden). Mit einem schmalen Zipfel greift Scey-Maisières ganz im Nordosten in den Ravin du Puits Noir hinein, ein Erosionstal des Flüsschens Brême (nördlicher Zufluss der Loue).
Unterhalb von Scey-en-Varais bildet der Flusslauf der Loue die südliche Grenze. Hier erstreckt sich das Gemeindeareal nordwärts über die Steilhänge auf das angrenzende Hochplateau mit dem Vorsprung des Rocher de Colonne. Auf einer Anhöhe auf dem nördlich anschließenden Plateau von Malbrans wird mit 558 m die höchste Erhebung von Scey-Maisières erreicht.
Die Gemeinde Scey-Maisières besteht aus zwei Dörfern:
- Scey-en-Varais (326 m) leicht erhöht am nördlichen Ufer der Loue
- Maisières-Notre-Dame (325 m) in einer Talweitung der Loue

Nachbargemeinden von Scey-Maisières sind Montrond-le-Château, Malbrans, Tarcenay-Foucherans im Norden, Ornans im Osten, Chassagne-Saint-Denis und Cléron im Süden sowie Cademène und Épeugney im Westen.

## Geschichte
Das Gemeindegebiet von Scey-Maisières war schon sehr früh besiedelt. In der Grotte des Pierrottes wurden Spuren aus der Bronzezeit gefunden. Im Mittelalter gehörte Scey zur mächtigen Herrschaft Scey, die seit dem 14. Jahrhundert unter der Oberhoheit der Grafen von Burgund stand. Zusammen mit der Franche-Comté gelangte das Dorf mit dem Frieden von Nimwegen 1678 an Frankreich. Zu einer Gebietsveränderung kam es im Jahr 1972, als die vorher selbständigen Gemeinden Scey-en-Varais und Maisières-Notre-Dame zur neuen Gemeinde Scey-Maisières fusionierten. Heute ist Scey-Maisières Mitglied des Gemeindeverbandes Communauté de communes du Pays d’Ornans.

## Sehenswürdigkeiten

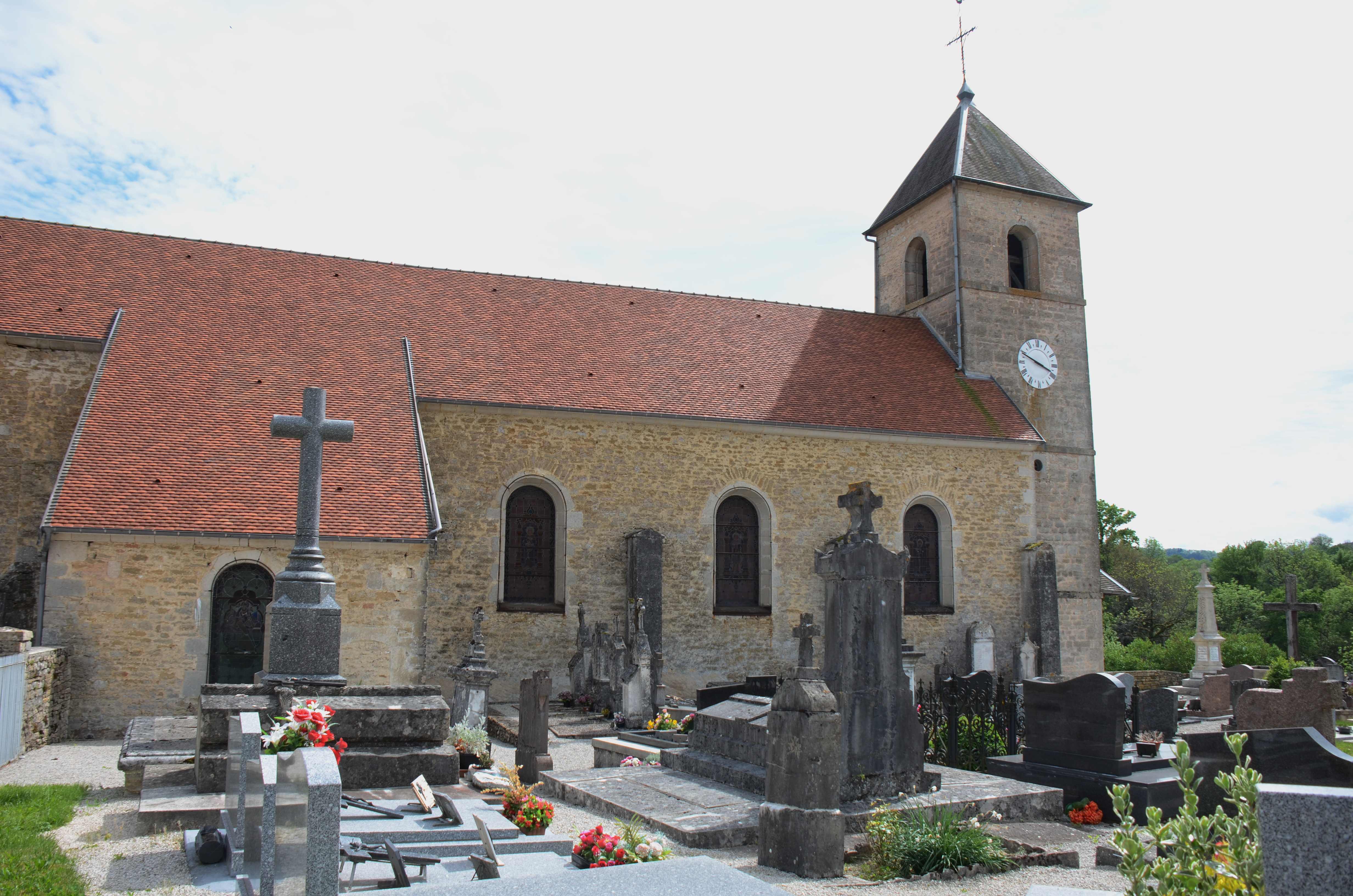
Kirche St. Peter und Paul

Die Dorfkirche St. Peter und Paul in Scey-en-Varais wurde Ende des 17. Jahrhunderts neu erbaut. Sie besitzt eine reiche Innenausstattung, darunter eine Statuengruppe aus dem 16. Jahrhundert, einen Altar aus dem 17. Jahrhundert und eine Kanzel aus dem 18. Jahrhundert. Die bei einer ehemaligen Einsiedelei stehende neugotische Kapelle Notre-Dame-du-Chêne wurde im 19. Jahrhundert errichtet und ist ein wichtiger Wallfahrtsort der Region. Mit der Chapelle du Croc befindet sich ein weiteres Gotteshaus auf dem Gemeindegebiet. Von den profanen Bauten ist das Château de Malecôte zu erwähnen. Außerhalb des Gemeindebodens liegen die Ruinen der ursprünglich aus dem 11. Jahrhundert stammenden mittelalterlichen Burg Saint-Denis oberhalb von Scey-en-Varais. Zu den Natursehenswürdigkeiten zählt der sogenannte Miroir de Scey, an dem die aufgestaute Loue sich derart still bewegt, dass sich die Landschaft mit der Burg Saint-Denis darin spiegelt.

## Bevölkerung
| Jahr                       | 1962 | 1968 | 1975 | 1982 | 1990 | 1999 | 2006 | 2016 |
| Einwohner                  | 234  | 221  | 223  | 208  | 267  | 253  | 322  | 295  |
| Quellen: Cassini und INSEE |      |      |      |      |      |      |      |      |

Mit 289 Einwohnern (1. Januar 2022) gehört Scey-Maisières zu den kleinen Gemeinden des Départements Doubs. Nachdem die Einwohnerzahl in der ersten Hälfte des 20. Jahrhunderts abgenommen hatte (1881 wurden noch 307 Personen gezählt), wurde seit Beginn der 1980er Jahre wieder ein deutliches Bevölkerungswachstum verzeichnet.

## Wirtschaft und Infrastruktur
Scey-Maisières war bis weit ins 20. Jahrhundert hinein ein vorwiegend durch die Landwirtschaft (Ackerbau, Obstbau und Viehzucht) geprägtes Dorf. Heute gibt es einige Betriebe des lokalen Kleingewerbes. Mittlerweile hat sich das Dorf auch zu einer Wohngemeinde gewandelt. Viele Erwerbstätige sind Wegpendler, die in den größeren Ortschaften der Umgebung ihrer Arbeit nachgehen.
Die Ortschaft liegt abseits der größeren Durchgangsstraßen an einer Departementsstraße, die von Ornans nach Cléron führt.